# 細川立則
細川 立則（ほそかわ たつのり）は、肥後宇土藩の第10代藩主。

## 生涯
天保3年（1832年）9月29日、第9代藩主・細川行芬の次男として生まれる。嘉永2年（1849年）10月に元服し、嘉永4年（1851年）5月24日、父が病気により隠居したため跡を継いだ。同年12月16日、従五位下、山城守に叙任する。
文久2年（1862年）1月21日、弟で養子の行真に家督を譲って隠居した。なお、隠居後の明治4年（1871年）に長男の立興が誕生している（のち行真の養子となって第12代当主となる）。
明治21年（1888年）8月17日に死去した。享年57。

## 系譜
- 父：細川行芬（1826-？） -
- 母：満子（？-1871） - 満姫、毛利高翰の娘
- 妻：細川興建の娘
  - 女子：松平隼人之丞の室
  - 女子：美子（1858-1919） - 美女子、毛利高謙正室
  - 女子：細川興増（1845-1933、長岡和泉、細川信次郎）の室
  - 女子
  - 男子
  - 男子
  - 男子
  - 男子
  - 男子
  - 男子：細川立興（1871-1959） - 養子行真の養子
- 養子
  - 男子：細川行真（1842-1902） - 行芬の五男。異母男